# Holonuncia katoomba
Holonuncia katoomba is een hooiwagen uit de familie Triaenonychidae.